# Maaibalk

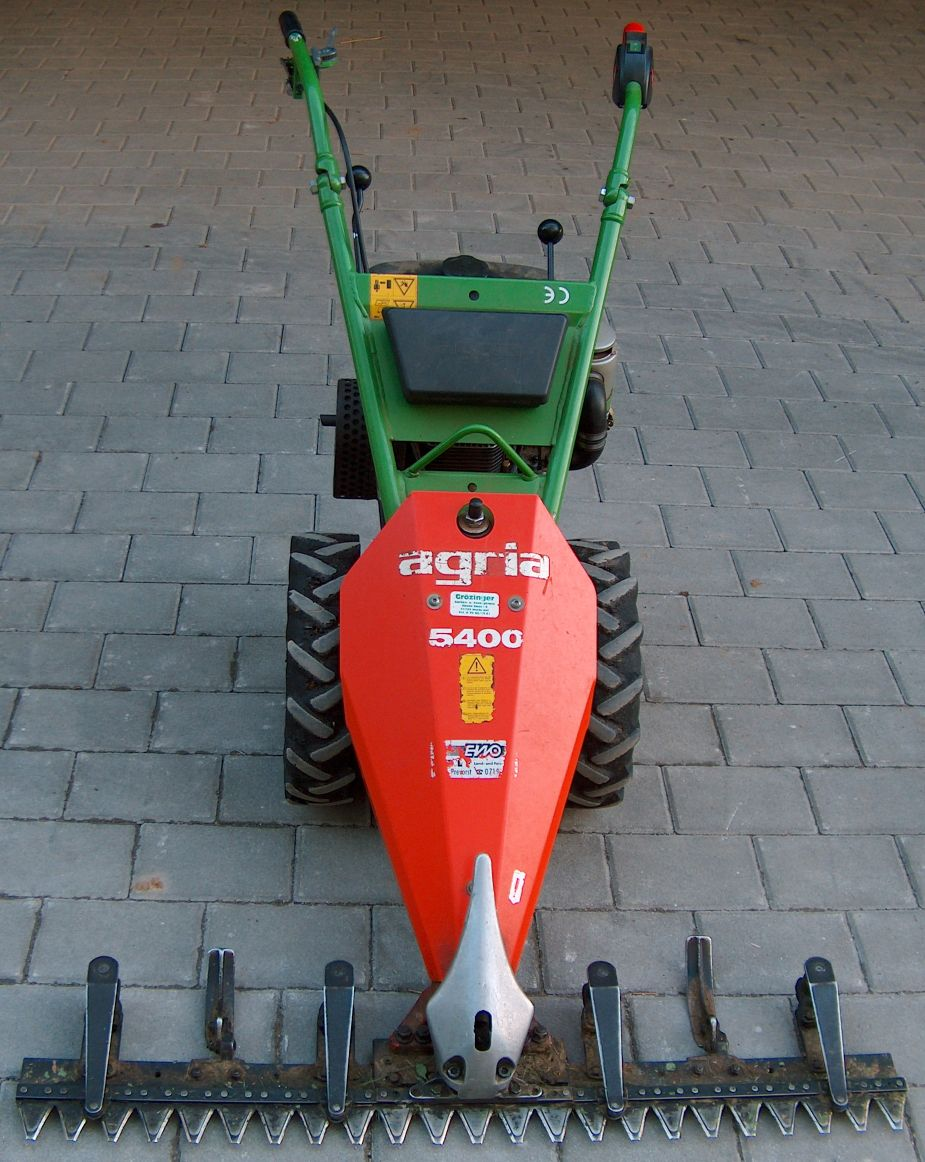
Motormaaier met een dubbele messenbalk, waarvan het ondermes vastzit

Een maaibalk is een door een motor, vroeger een paard, aangedreven apparaat waarmee door een heen- en weergaande beweging gemaaid wordt. Aan de balk zitten een boven- en een ondermes. Een mes bestaat uit een rij driehoekvormige mesjes, die heen en weer worden bewogen, waardoor er een knipbeweging ontstaat, die voor het afmaaien zorgt. Er zijn maaibalken waarvan alleen het bovenmes heen- en weer bewogen wordt en er zijn maaibalken waarbij beide messen heen- en weer worden bewogen.  Voor een goed resultaat moet er gemaaid worden met een snelheid van 2,4 m/s bij gras en van 1,75 m/s bij granen.

## Typen
De dubbele messenbalk heeft twee messen. Dit type maaibalk verstopt niet, maar een gelegerd gewas wordt niet goed afgemaaid. Er zijn twee uitvoeringen: 
- Met een bewegend en een vast mes.
- Met twee bewegende messen.

De vingermaaibalk heeft spitse vingers, die strak langs de stompe vingers zitten. Hierdoor wordt het gewas goed afgemaaid. Deze maaibalk wordt in de landbouw veel toegepast en is minder kwetsbaar voor stenen en andere materialen dan de dubbele messenbalk.

## Machines
Er zijn zelfrijdende machines met maaibalken, zoals een motormaaier en een maaidorser, zwadmaaier en er zijn door een tractor aangedreven maaibalken.

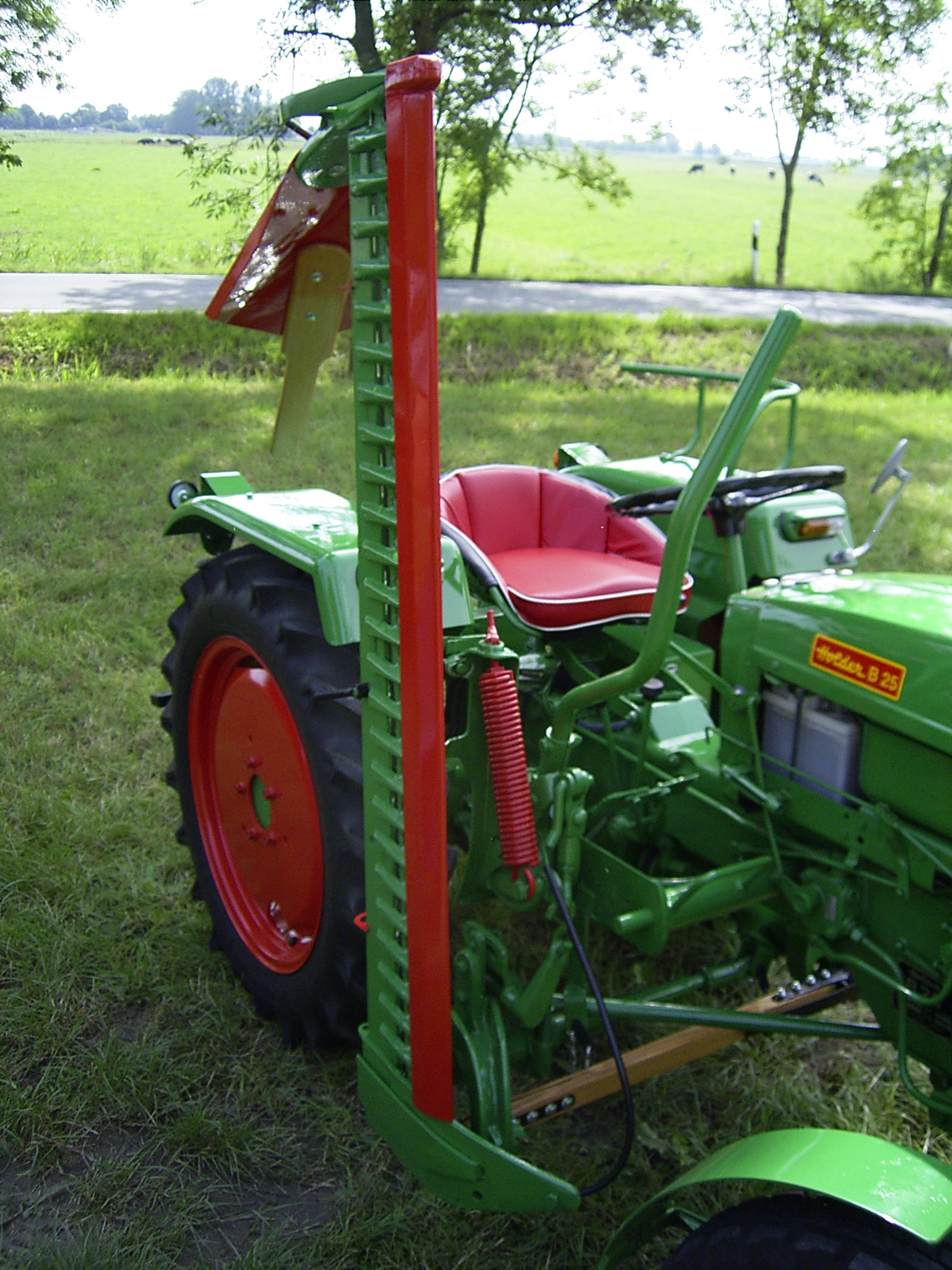
Maaibalk aan een tractor
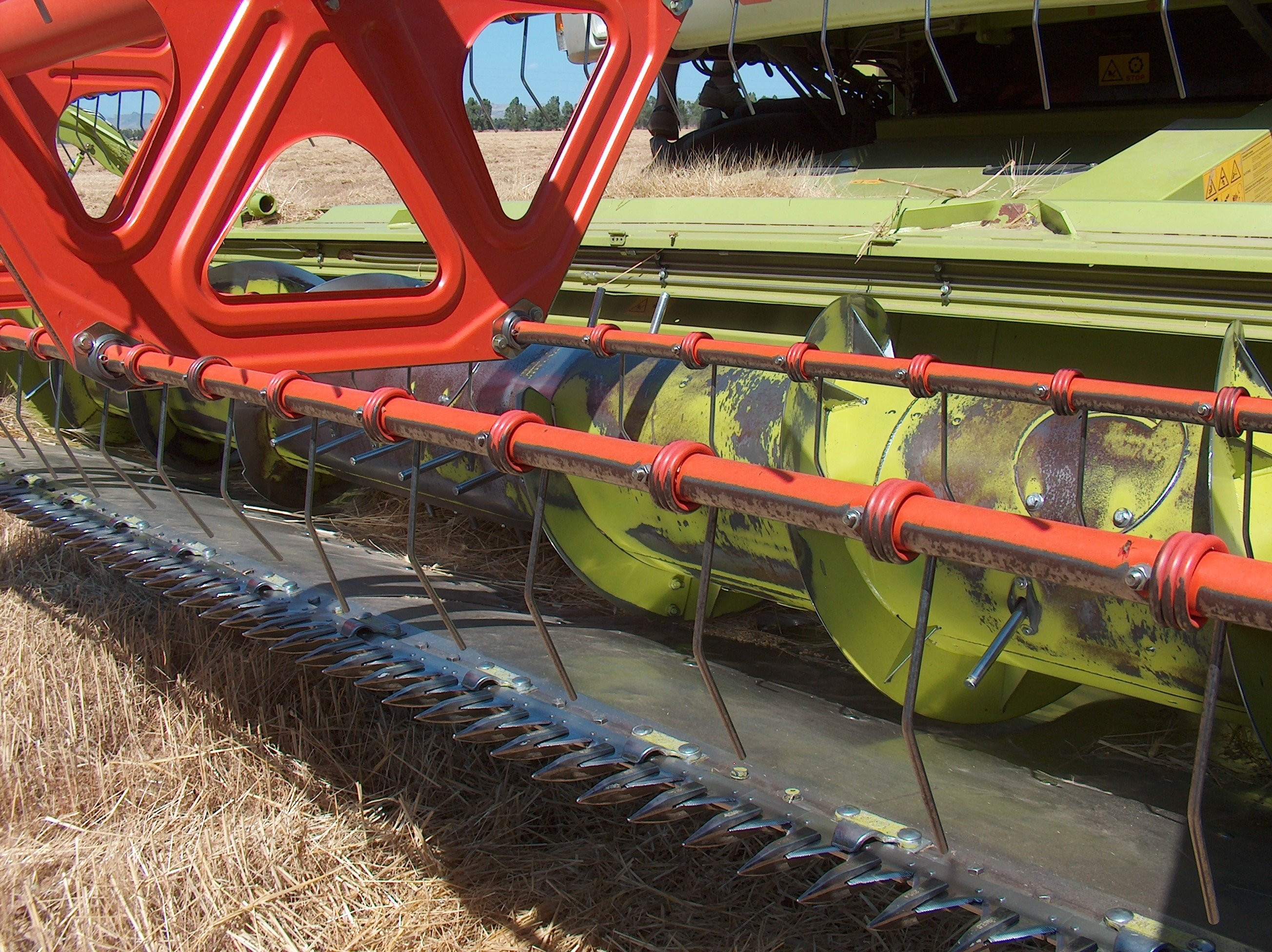
Maaibalk met een vingermaaibalk van een maaidorser
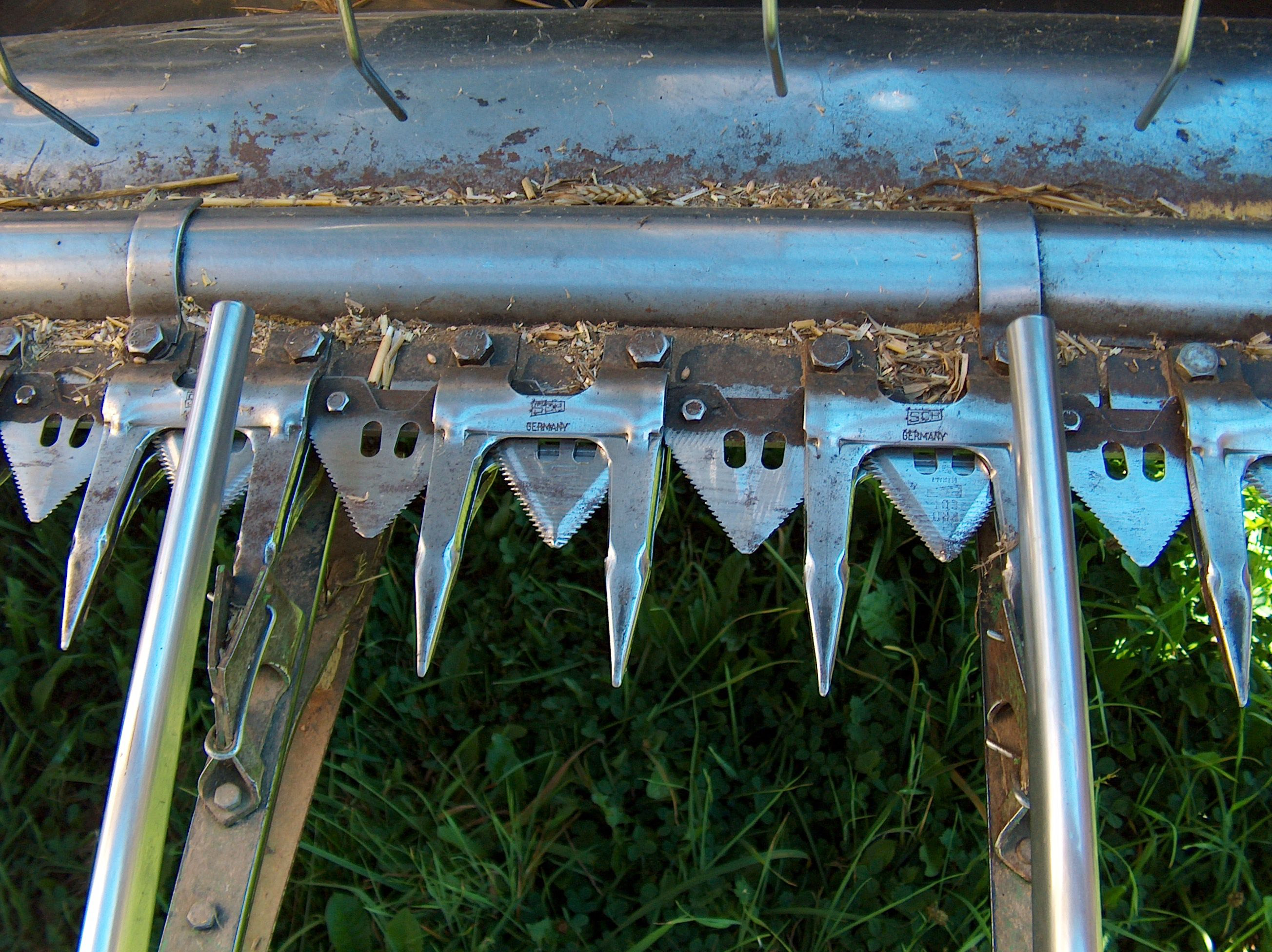
Maaibalk met een vingermaaibalk van een maaidorser

## Geschiedenis
Plinius de Oudere beschrijft in zijn Naturalis historia een maaiapparaat voor granen, dat in Gallië werd gebruikt.. Een voorstelling van een maaiapparaat is op een grafreliëf in het Musée Gaumais in Virton te vinden. Het toont een ezel die een tweewielige bak over een veld trekt. De dissel zat aan de achterkant van de bak en achter de ezel liep een landarbeider, die het geheel mende. Aan de voorkant van de open bak zaten tanden, waardoor de halmen in de bak vielen.
De eerste maaimachine voor graan werd in 1826 door de Schotse dominee Patrick Bell gebouwd. De machine had een haspel en een bewegend mes, dat volgens het schaarprincipe werkte. In 1831 bouwde Cyrus Hall McCormick een maaimachine voor graan waar hij in 1834 patent op aanvroeg. Deze „Virginia-Reaper“ had vingers en een zaagmes. Maar pas met de vervanging van het zaagblad door driehoekige mesjes enkele jaren later werd het maaien van gras mogelijk. In 1851 werd een grasmaaimachine in Londen tentoongesteld. Met de ontwikkeling van de cyclomaaier liep vanaf 1963 het gebruik van de maaibalk terug.

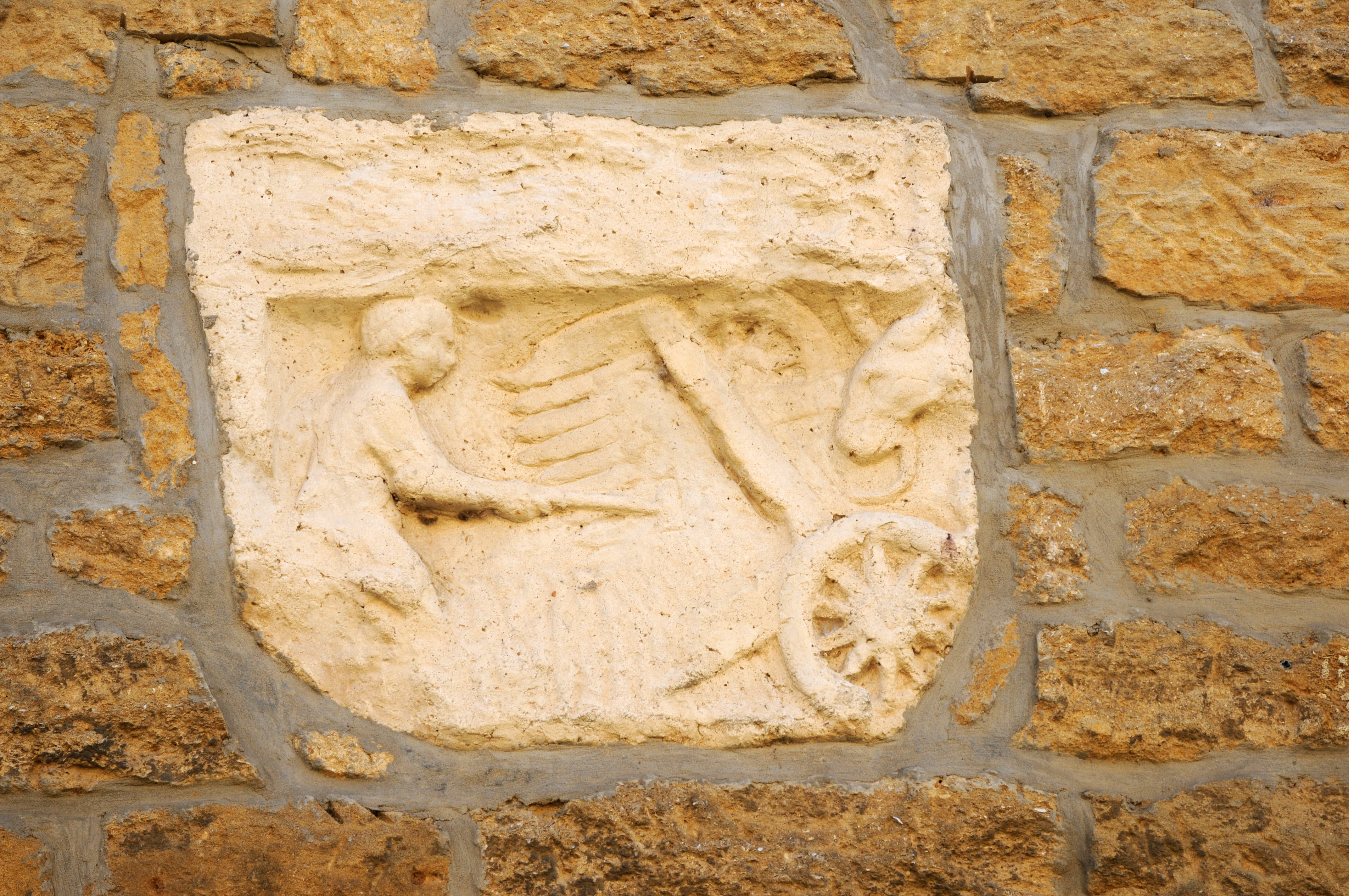
Het door Plinius beschreven apparaat
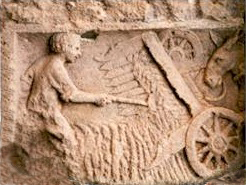
Gallisch-Romeinse maaimachine (afbeelding op een muur in het Belgische Buzenol)
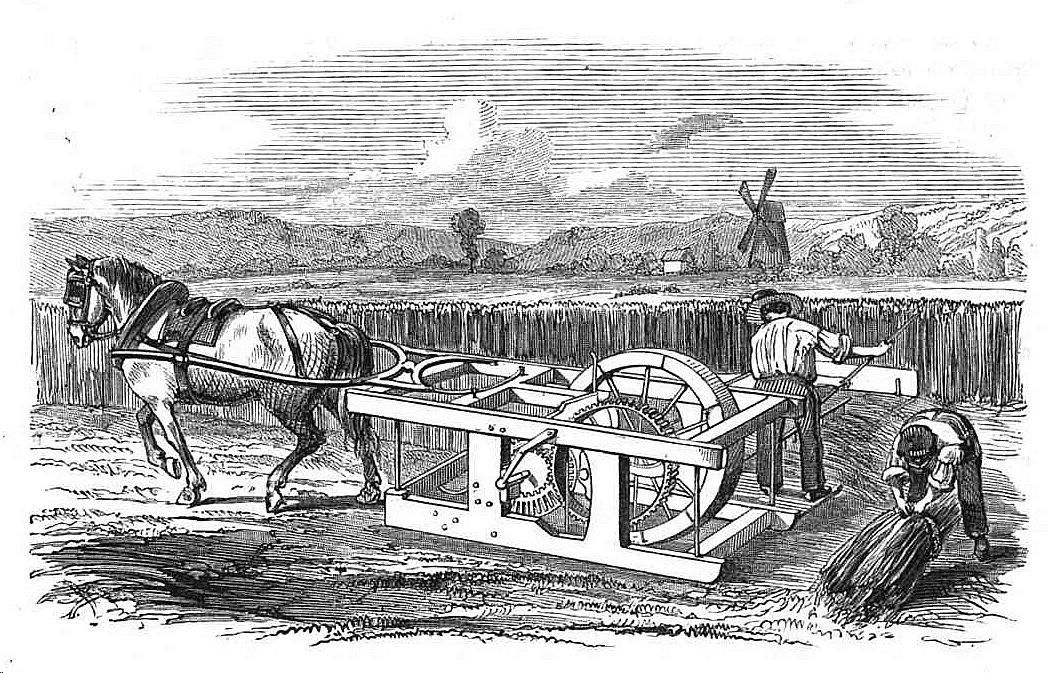
De maaimachine in het tijdschrift Die Gartenlaube uit 1853
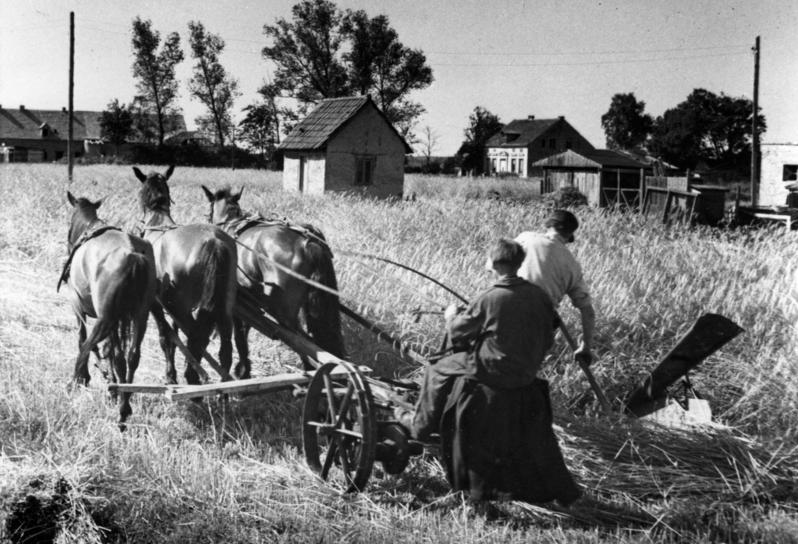
Maaier voor het maaien van graan met aangebouwde opvanginrichting